# Pisariewka (rejon kantiemirowski)
Pisariewka (ros. Писаревка) – wieś (sieło) w Rosji, w obwodzie woroneskim, w rejonie kantiemirowskim. W 2010 liczyła 1658 mieszkańców.